# ジャッジメントちゃいむ
「ジャッジメントちゃいむ（Judgement Chime）」は『E☆2』に2005年の創刊時より連載されるイラストノベル中心のメディアミックス作品。同誌編集者とNavelスタッフが合同で行っている。

## 概要
『E☆2』に連載される主要な企画の1つ。雑誌等の著者クレジットでは、西又葵 with Navelとなっている。
氷河の世界『極界』・神族の住む『神界』・人族の住む『人間界』・最大の面積を持つ魔族の住む『魔界』という4つの大陸によって構成される星の『魔界』での学園中心の物語。雑誌連載の本編では各シナリオライターごとに物語が独立しており、他のシナリオライターに登場するヒロイン・ヒーローが共演することはないがドラマCDや漫画、小説などのメディア展開ではそれぞれがクロスする。
Vol.1よりファーストシーズンが、Vol.7よりセカンドシーズンがスタート。Vol.1からVol.13まではNavelのシナリオライターであるあごバリア、藤海琢樹、王雀孫によるストーリーが連載された。
Vol.15からVol.21まではシナリオライターの1人があごバリアから森林彬へ交代し、読者参加企画として3種類のストーリー展開の中で一番読みたいものを投票してもらい、もっとも多かった展開に沿ってストーリーが書かれた。
Vol.23から4thシーズンに突入。読者参加企画として、3種類の衣装の中から1つ投票してもらい、もっとも投票が多かった衣装をヒロインが着ることになる。

## スタッフ
- キャラクターデザイン：西又葵
- シナリオ
  - あごバリア：フレイアルト編、ヴァルナ編（Vol.13まで）
  - 藤海琢樹：さゆか編、アリル編
  - 王雀孫：クリネクス編、エリエル編
  - 森林彬：フレイアルト編、ヴァルナ編（Vol.15から）、ルミネ編
- 漫画・マスコットキャラクター：羽純りお

## あらすじ
神族・魔族・人族がそれぞれの大陸で暮らす世界の魔界の物語。腐敗した魔王により世界は混乱していた。公正にして立派な魔王を育てるためと腐敗した魔王を制裁するため、『三十枚の銀貨・イスカリオテ』とその中枢、生徒会は今日も暗躍する。

## 登場人物
※各登場人物の声はドラマCDのもの。

### ヒロイン
フレイアルト＝ファル
声：田村ゆかり
16歳。誕生日：5月8日。身長158cm、体重39kg。3サイズ：B81/W53/H79。
イスカリオテ本校『魔王科』所属。生徒会副会長。通称「フレイ」。鞘だけは「ファル」と呼んでいる。
長い黒髪を持ち、その髪の一房を白いリボンで結んでいる。頭の回転が速くて活発。「漆黒の八枚羽」と呼ばれる翼を持つ、魔力の高い魔族の少女。その気になったときは一人軍隊と呼ばれるほどの、生徒会最強の実力を持つ。人付き合いは苦手だが、鞘にだけは気を許す。
戦闘時は長い漆黒の鎌を武器として使用。鞘と二つの約束をしている。
神凪 さゆか（かんなぎ さゆか）
声：中原麻衣
16歳。誕生日：4月13日。身長156cm、体重44kg。3サイズ：B83/W57/H88。
イスカリオテ本校『異端科』所属。
人族のおとなしい、しかし頑張り屋の少女。子供の頃、常に不運に襲われてしまうという「無限災厄」の呪いをかけられ、しかも回避する能力をもたないことから、シェロが保護者として常に付いている。シェロのことは「シェロ様」と呼んでいる。
クリネクス＝ティシュー
声：後藤邑子
16歳。誕生日：6月18日。身長159cm、体重44kg。3サイズ：B83/W55/H85。
ヴィータ・ノヴァ分校『魔術科』所属。自称生徒会諜報部所属。通称「クリン」。
正義感が強く、勢いのある性格だが、空回りも多い魔族の少女。魔法を使うのが下手。事件解決のために分校へ派遣されてきたパルプ兄妹の会話を盗み聞きしたことから、機密保持のため生徒会へ入ることとなった。
ヴァルナ＝リエル
声：水樹奈々
18歳。誕生日：9月19日。身長164cm、体重48kg。3サイズ：B87/W59/H88。
イスカリオテ本校『魔戦士科』所属。生徒会祭事実行委員。
セカンドシーズンより登場。長髪で優雅な物腰、そして常に穏やかなを笑みを浮かべる魔族の少女。フレイと鞘の仲間だが、フレイとは鞘を巡って争っている。武器を全身に仕込んでおり、接近戦では生徒会最強で「金色の死神」と呼ばれている。歌が苦手。
エリエル＝パルプ
声：茅原実里
16歳。誕生日：4月12日。身長149cm、体重42kg。3サイズ：B79/W53/H81。
イスカリオテ本校『呪詛科』所属。生徒会書記補佐。
スコットの妹。ただし孤児院出身。真面目だが引っ込み思案な性格。事件に当たる際は、スコットが永続性の防護魔法を施した巨大な三角帽子とマントを付けている。解除系や調伏系の呪術が得意。問題児であるスコットのお目付役として生徒会に加わっている。態度には出さないが、心の底では兄を慕っている。
アリル＝アルベルト
声：小清水亜美
17歳。誕生日：2月18日。身長154cm、体重42kg。3サイズ：B86/W58/H85。
イスカリオテ本校『魔戦士科』所属。
セカンドシーズンより登場。ル＝コンカと呼ばれる特殊な魔戦士。仇討ち（その理由はまだ明かされていない）のため、常日頃からシェロを襲っているのだが、単純でお人好しなところがあるため、いつも逃げられてしまっている。ドラゴンも恐れる力の持ち主。
ルミネ＝メイプル
声：平野綾
16歳。誕生日：5月21日。身長155cm、体重46kg。3サイズ：B81/W58/H83。
イスカリオテ本校『魔戦士科』所属。購買部部員。
サードシーズンより登場。薄茶色の髪のツインテールの少女。裕福な家の出身だが、お金を一円たりとも無駄にしないことをモットーとする。生徒会メンバーとは面識あり。勘違いから鞘が気になりアタックを繰り返す。キャラクターデザインは一般公募を元に決定した。声はスペシャルドラマCD「Girl's Talk」にて初登場。

### ヒーロー
白峰 鞘（しらみね さや）
声：三宅淳一
イスカリオテ本校『異端科』所属。生徒会副会計補佐。通称「サヤ」。
フレイのパートナーである人族。気弱で頼りないところはあるものの、正義感は強い。相手が恥ずかしくなるような言葉を平気で口に出すところがあり、フレイにはそのたびに平手打ちを食らっている。左腕には「奪い取る者」と呼ばれるマジックアイテムが植え付けられている。また、「奪い取る者」とは別に「交換」と呼ばれる「誰かの傷を元通りに修復する代わりに自らの体から代償を払う」という特殊能力を持つ。男性主人公の中で唯一、イラストがある。主な相手はフレイアルト、ヴァルナ、ルミネ。
シェロリーク=フィルラム
声：岸尾だいすけ
イスカリオテ本校『暗殺科』所属。生徒会永世平会員。通称「シェロ」。
さゆかのパートナー。冷静沈着で自信強く、高い魔力や情報力を駆使して事件を解決する。性格は慎み深いため、真の実力を隠すところがある。能力だけなら生徒会でもトップクラスだが、さゆかやアリルのために重要な建造物等が破壊されたり、解決期限がぎりぎりになったりするため、平会員のままである。生徒会に入った理由は、さゆかを守る後ろ盾がほしかったため。
イラストがないため、顔・体型は不明。漫画版では姿が初登場。主な相手はさゆか、アリル。
スコット=パルプ
声：杉田智和
イスカリオテ本校『呪詛科』所属。生徒会書記。
エリエルのパートナー。生徒会の問題児。常にふざけた口調で話しているが、いざというときは優しい。最後の詰めに甘いところがあり、エリエルにフォローしてもらうことが多い。呪法に優れ、特に陰険でネチネチした呪法に強い。長く父一人、子一人の生活を送っていた。父親は既に死亡。普段は素っ気ないが、エリエルのことは妹として大切に思っている。
顔無しのイラストで登場。漫画版では姿が初登場。主な相手はクリン、エリエル。

### その他
生徒会長
声：櫻井孝宏
イスカリオテ本校生徒会の会長。名前はまだ出てこない。どのような力を持っているかは不明だが、魔王たちからは恐れられている。口先一つでフレイたちを丸め込んでしまう食えない性格。

## 関連商品

### ドラマCD
『どき☆ドキ素泊まり!海と湯けむりの温泉旅行!!』
2008年2月27日、ランティスより発売。<LACA-5739>
『Girls Talk』
2008年8月15日、Navelより通信販売のみの発売。

### 書籍
『ジャッジメントちゃいむ ビジュアルファンブック』
2008年3月14日発売、発行：メディエイション 発売：飛鳥新社。ISBN 978-4-87031-839-7
Vol.1からVol.13まで連載されたストーリーとイラスト等を収録。

### 小説
いずれも著者：駒尾真子、原作：Navel、カバーイラスト：西又葵、挿絵イラスト：羽純りお。レーベルはE☆2スナックノベルス。
『ジャッジメントちゃいむ レムナ＝レムナの魔法石』
2008年12月22日発売、発行：メディエイション 発売：飛鳥新社。ISBN 978-4-87031-883-0
主役はファル。他に鞘、ヴァルナが登場。
『ジャッジメントちゃいむ 赤い宝玉と恋の魔法』
2009年9月29日発売、発行：メディエイション 発売：廣済堂あかつき 出版事業部。ISBN 978-4-331-90013-0
主役はさゆかだが、本校が舞台のためか、登場人物のほとんどが登場する。
『ジャッジメントちゃいむ 魔法の指輪のプレゼント』
2012年4月6日発売、ドラマCD付特装版も発行されている。
『ジャッジメントちゃいむ 気高き封印の魔法剣』
2013年2月5日発売、ドラマCD付特装版も発行されている。

### 漫画
『ジャッジメントちゃいむ』
原作：Navel 作画：羽純りお（Lime）
2009年12月25日発売〈E☆2コミックス〉発行：メディエイション 発売：廣済堂あかつき 出版事業部、全1巻。ISBN 978-4-331-90023-9
『E☆2』Vol.15からVol.22まで連載された。各ヒロインにスポットを当てた7編と、全員が集合した1編の計8編に加え、書き下ろしされた番外編「ちびちゃいむ」を収録。